# Japan Football League 2009
La stagione 2009 è stata la diciottesima edizione della Japan Football League, terzo livello del campionato giapponese di calcio.

## Classifica
|  | Pos. | Squadra                     | Pt | G  | V  | N  | P  | GF | GS | DR  |
|  | ---- | --------------------------- | -- | -- | -- | -- | -- | -- | -- | --- |
|  | 1.   | Sagawa Printing             | 66 | 34 | 19 | 9  | 6  | 62 | 36 | +26 |
|  | 2.   | Yokogawa Musashino          | 60 | 34 | 17 | 9  | 8  | 48 | 34 | +14 |
|  | 3.   | Sony Sendai                 | 59 | 34 | 17 | 8  | 9  | 49 | 30 | +19 |
|  | 4.   | New Wave Kitakyushu         | 58 | 34 | 16 | 10 | 8  | 49 | 31 | +18 |
|  | 5.   | Gainare Tottori             | 56 | 34 | 16 | 8  | 10 | 65 | 37 | +28 |
|  | 6.   | Machida Zelvia              | 54 | 34 | 14 | 12 | 8  | 38 | 30 | +8  |
|  | 7.   | Honda                       | 51 | 34 | 13 | 12 | 9  | 49 | 38 | +11 |
|  | 8.   | MIO Biwako Kusatsu          | 48 | 34 | 13 | 9  | 12 | 51 | 43 | +8  |
|  | 9.   | Sagawa Shiga                | 47 | 34 | 14 | 5  | 15 | 56 | 46 | +10 |
|  | 10.  | TDK                         | 46 | 34 | 14 | 4  | 16 | 39 | 54 | −15 |
|  | 11.  | V-Varen Nagasaki            | 44 | 34 | 12 | 8  | 14 | 38 | 43 | −5  |
|  | 12.  | JEF Reserves                | 41 | 34 | 9  | 14 | 11 | 26 | 37 | −11 |
|  | 13.  | Honda Lock                  | 40 | 34 | 9  | 13 | 12 | 34 | 38 | −4  |
|  | 14.  | Arte Takasaki               | 40 | 34 | 9  | 13 | 12 | 34 | 46 | −12 |
|  | 15.  | Ryutsu Keizai               | 40 | 34 | 11 | 7  | 16 | 41 | 55 | −14 |
|  | 16.  | Ryūkyū Okinawa              | 38 | 34 | 11 | 5  | 18 | 42 | 57 | −15 |
|  | 17.  | Kariya                      | 31 | 34 | 7  | 10 | 17 | 26 | 51 | −25 |
|  | 18.  | Mitsubishi Motors Mizushima | 18 | 34 | 4  | 6  | 24 | 28 | 69 | −41 |

Legenda:

      Promosso in J. League Division 2 2010

      Retrocessa in Japan Regional League 2010

Tre punti a vittoria, uno a pareggio, zero a sconfitta.
Mitsubishi Motors Mizushima si ritira dalla competizione per motivi finanziari.

## Risultati

### Tabellone
|                          | Art  | Gai  | Hon  | Loc  | Jer  | Kar  | Rku  | Mio  | Mmm  | Nwk  | Pri  | Ryu  | Ssh  | Son  | TDK  | Vvn  | Yms  | Zel  |
| ------------------------ | ---- | ---- | ---- | ---- | ---- | ---- | ---- | ---- | ---- | ---- | ---- | ---- | ---- | ---- | ---- | ---- | ---- | ---- |
| Arte Takasaki            | –––– | 1–1  | 0–0  | 1–1  | 2–1  | 3–0  | 1–1  | 3–1  | 1–1  | 1–2  | 0–2  | 1–5  | 1–4  | 0–0  | 2–2  | 0–2  | 0–0  | 0–3  |
| Gainare Tottori          | 2–2  | –––– | 1–3  | 0–1  | 5–0  | 4–0  | 0–1  | 1–0  | 4–1  | 0–0  | 3–0  | 2–0  | 1–2  | 0–0  | 5–1  | 3–1  | 1–1  | 1–0  |
| Honda F.C.               | 0–0  | 2–1  | –––– | 0–0  | 1–2  | 1–2  | 1–0  | 1–4  | 2–1  | 2–1  | 1–2  | 3–1  | 0–1  | 1–1  | 2–3  | 2–1  | 0–2  | 0–3  |
| Honda Lock               | 1–0  | 3–3  | 0–0  | –––– | 0–1  | 0–0  | 2–0  | 1–1  | 0–0  | 1–3  | 4–2  | 0–2  | 1–0  | 0–1  | 2–0  | 0–2  | 1–2  | 2–0  |
| JEF United Reserves      | 0–0  | 1–1  | 1–1  | 1–1  | –––– | 1–1  | 1–2  | 2–0  | 2–1  | 0–0  | 1–0  | 0–1  | 0–1  | 2–0  | 0–0  | 0–1  | 1–1  | 0–0  |
| F.C. Kariya              | 1–2  | 4–2  | 1–6  | 0–0  | 0–0  | –––– | 2–2  | 3–2  | 3–1  | 0–3  | 0–0  | 2–1  | 1–2  | 0–1  | 0–1  | 0–1  | 0–0  | 1–1  |
| Ryutsu Keizai University | 0–2  | 0–4  | 1–2  | 3–0  | 0–1  | 1–0  | –––– | 3–0  | 1–2  | 1–1  | 1–2  | 0–0  | 5–0  | 4–3  | 2–0  | 0–0  | 0–2  | 1–4  |
| MIO Biwako Kusatsu       | 2–1  | 3–1  | 2–2  | 1–1  | 0–0  | 3–0  | 4–0  | –––– | 2–0  | 2–2  | 1–1  | 1–2  | 3–2  | 1–2  | 2–1  | 3–0  | 1–3  | 0–1  |
| Mitsubishi Mizushima     | 0–2  | 0–3  | 0–2  | 1–6  | 0–1  | 2–0  | 1–1  | 0–2  | –––– | 1–2  | 2–4  | 2–2  | 0–3  | 1–3  | 0–1  | 2–5  | 1–2  | 0–1  |
| New Wave Kitakyushu      | 1–2  | 0–0  | 0–0  | 2–0  | 0–0  | 2–0  | 4–0  | 1–0  | 2–3  | –––– | 2–1  | 4–1  | 1–1  | 1–0  | 0–1  | 1–0  | 2–2  | 1–1  |
| Sagawa Printing          | 2–1  | 0–1  | 1–1  | 1–2  | 7–2  | 4–0  | 1–1  | 3–1  | 4–1  | 1–2  | –––– | 1–2  | 2–3  | 2–0  | 2–1  | 1–4  | 2–0  | 0–1  |
| F.C. Ryukyu              | 1–2  | 1–4  | 0–1  | 2–2  | 1–1  | 0–1  | 1–3  | 1–0  | 0–2  | 0–2  | 2–1  | –––– | 0–5  | 2–1  | 2–3  | 0–1  | 2–1  | 1–1  |
| Sagawa Shiga             | 2–0  | 2–1  | 0–4  | 3–0  | 2–0  | 1–1  | 4–0  | 0–0  | 0–0  | 3–1  | 1–1  | 2–3  | –––– | 1–1  | 0–0  | 3–0  | 2–2  | 1–3  |
| Sony Sendai              | 5–0  | 3–1  | 2–2  | 1–1  | 3–0  | 1–0  | 3–0  | 0–1  | 2–0  | 1–0  | 1–0  | 2–1  | 1–2  | –––– | 2–3  | 2–0  | 1–2  | 2–0  |
| TDK                      | 1–0  | 0–4  | 1–0  | 2–1  | 3–2  | 1–0  | 0–2  | 2–3  | 2–0  | 4–2  | 2–0  | 0–4  | 1–3  | 0–1  | –––– | 1–1  | 0–2  | 1–3  |
| V-Varen Nagasaki         | 0–1  | 1–2  | 2–5  | 2–0  | 1–2  | 0–0  | 1–3  | 1–1  | 2–1  | 1–2  | 0–3  | 1–0  | 2–2  | 0–0  | 2–0  | –––– | 2–0  | 0–0  |
| Yokogawa Musashino       | 1–1  | 2–3  | 0–0  | 0–0  | 1–0  | 2–0  | 4–1  | 1–3  | 1–0  | 1–0  | 1–3  | 4–1  | 0–2  | 1–2  | 1–0  | 2–0  | –––– | 2–1  |
| Machida Zelvia           | 1–1  | 1–0  | 1–1  | 1–0  | 0–0  | 0–3  | 2–1  | 1–1  | 1–1  | 0–2  | 1–0  | 1–0  | 0–2  | 1–1  | 2–1  | 1–1  | 1–2  | –––– |

### Spareggi promozione/salvezza
|                  |     |                  | Città e data               |
| ---------------- | --- | ---------------- | -------------------------- |
| Zweigen Kanazawa | 1-0 | Kariya           | Kanazawa, 13 dicembre 2009 |
| Kariya           | 1-1 | Zweigen Kanazawa | Kariya, 19 dicembre 2009   |

## Statistiche

### Primati stagionali
| Record - Maggior numero di vittorie: Sagawa Printing (19) - Minor numero di sconfitte: Sagawa Printing (6) - Miglior attacco: Gainare Tottori (65) - Miglior difesa: Sony Sendai, Machida Zelvia (30) - Miglior differenza reti: Gainare Tottori (+28) - Maggior numero di pareggi: JEF United Reserves (14) - Minor numero di pareggi: TDK (4) - Maggior numero di sconfitte: Mitsubishi Motors Mizushima (24) - Minor numero di vittorie: Mitsubishi Motors Mizushima (4) - Peggior attacco: JEF United Reserves e Mitsubishi Motors Mizushima (26) - Peggior difesa: Mitsubishi Motors Mizushima (69) - Peggior differenza reti: Mitsubishi Motors Mizushima (-41) |

### Classifica marcatori
| Gol |  |  | Giocatore         | Squadra            |
| --- |  |  | ----------------- | ------------------ |
| 17  |  |  | Shogo Shiozawa    | Sagawa Printing    |
| 15  |  |  | Shingo Kinoshita  | MIO Biwako Kusatsu |
| 15  |  |  | Gen Nakamura      | Sagawa Printing    |
| 11  |  |  | Keiichi Kubota    | Arte Takasaki      |
| 11  |  |  | Junya Nitta       | Honda              |
| 11  |  |  | Toshitaka Tsurumi | Gainare Tottori    |